# فكتور كراوس
فكتور كراوس (بالإنجليزية: Viktor Krauss)‏ هو عازف الباس المزدوج أمريكي، ولد في 1969 في تشامبيغن في الولايات المتحدة.

## وصلات خارجية
- فكتور كراوس على موقع ميوزك برينز (الإنجليزية)
- فكتور كراوس على موقع أول ميوزيك (الإنجليزية)
- فكتور كراوس على موقع ديسكوغز (الإنجليزية)